# 小行星8041
小行星8041（英語：8041 Masumoto）是一颗围绕太阳公转的小行星。1993年11月15日，F. Uto在橿原市发现了此天体。
这颗小行星的绝对星等为105.4315728379693等。